# Модель Изинга
Модель Изинга — математическая модель статистической физики, предназначенная для описания намагничивания материала.

## Описание
Каждой вершине кристаллической решётки (рассматриваются не только трёхмерные, но и одно- и двумерные случаи) сопоставляется число, называемое спином и равное +1 или −1 («поле вверх»/«поле вниз»). Каждому из {\displaystyle 2^{N}} возможных вариантов расположения спинов (где {\displaystyle N} — число атомов решётки) приписывается энергия, получающаяся из попарного взаимодействия спинов соседних атомов:
{\displaystyle E(S)=-J\sum _{i\sim j}S_{i}S_{j}\,,}
где {\displaystyle J} — энергия взаимодействия (в простейшем случае одна и та же для всех пар соседних атомов). Иногда также рассматривается внешнее поле {\displaystyle h} (часто полагаемое малым):
{\displaystyle E(S)=-J\sum _{i\sim j}S_{i}S_{j}-h\sum _{i}S_{i}.}
Затем, для заданной обратной температуры {\displaystyle \beta =1/k_{B}T} на получившихся конфигурациях рассматривается распределение Гиббса: вероятность конфигурации полагается пропорциональной {\displaystyle e^{-\beta E(S)}}, и исследуется поведение такого распределения при очень большом числе атомов {\displaystyle N}.
Например, в моделях с размерностью, большей 1, имеет место фазовый переход второго рода: при достаточно низких температурах большая часть спинов ферромагнетика (при {\displaystyle J>0}) будет ориентирована (с близкой к 1 вероятностью) одинаково, а при высоких почти наверняка спинов «вверх» и «вниз» будет почти поровну. Температура, при которой происходит этот переход (иными словами, при которой исчезают магнитные свойства материала), называется критической, или точкой Кюри. В окрестности точки фазового перехода ряд термодинамических характеристик расходится. Опыт показывает, что расходимость имеет универсальный характер, и определяется лишь симметрией системы. Впервые критические индексы расходимостей были получены для двумерной модели Изинга в 40-х годах Л. Онсагером. Для остальных размерностей исследования проводятся с помощью методов компьютерного моделирования и ренормгруппы. Обоснованием применения ренормализационной группы в данном случае являются блочное построение Каданова и термодинамическая гипотеза подобия.
Введённая изначально для понимания природы ферромагнетизма, модель Изинга оказалась в центре разнообразных физических теорий, относящихся к критическим явлениям, жидкостям и растворам, спиновым стёклам, клеточным мембранам, моделированию иммунной системы, различным общественным явлениям и т. д. Кроме того, эта модель служит полигоном для проверки методов численного моделирования различных физических явлений.
Для одномерной и двумерной моделей Изинга получены точные решения: для одномерной модели самим Изингом, для двумерной — Онсагером в 1944 году.

## Одномерная модель Изинга
В случае одного измерения модель Изинга может быть представлена в виде цепочки взаимодействующих спинов. Для такой модели найдено точное решение, но в общем случае задача не имеет аналитического решения.

## Алгоритм реализации модели Изингаметодом Монте-Карлона компьютере
1. Создать решётку спинов (двумерный массив), спины ориентированы произвольно.
2. Выбрать случайно одну из клеток решётки, стереть значение в ней.
3. Вычислить энергии конфигураций при заполнении этой клетки спином вверх и вниз (либо при всех возможных состояниях, если их больше двух).
4. Выбрать один из вариантов для «стёртого» спина случайно, с вероятностью, пропорциональной {\displaystyle e^{-\beta E(S)}}, где {\displaystyle E(S)} — энергия в соответствующем состоянии (поскольку все слагаемые, не затрагивающие данный спин, одни и те же, на самом деле вычислять нужно только суммы по соседям).
5. Возвращаемся в пункт 2; по выполнении достаточного числа итераций (определение этого — отдельная и непростая задача) цикл прекращается.

## Приложения
В 1982 году Хопфилдом был доказан изоморфизм модели Изинга и рекуррентных моделей нейронных сетей.
Квантовый компьютер компании D-Wave Systems основан на модели Изинга. Однако эффективность компьютера вызывает вопросы, что явилось причиной новых исследований, цель которых корректно сравнить классические алгоритмы и алгоритмы для компьютеров DWave. Оказалось, что существуют задачи, на которых адиабатический квантовый компьютер заведомо не является эффективнее классического.

### Книги
- Гельфер Я. М. История и методология термодинамики и статистической физики. — 2-е изд., перераб. и доп. — М.: Высшая школа, 1981. — 536 с.
- Белавин А.А., Кулаков А.Г., Усманов Р.А. Лекции по теоретической физике. — М.: МЦНМО, 2001. — 224 с. — ISBN 5-900916-91-X.
- Бэкстер Р. Точно решаемые модели в статистической механике. — М.: Мир, 1985.
- Хайкин С. Нейронные сети: полный курс. — М.: Издательский дом "Вильямс", 2006. — 1104 с. — ISBN 5-8459-0890-6.
- Займан Дж. Принципы теории твёрдого тела. — М.: Мир, 1974. — 472 с.

### Научные статьи
- Мейлихов Е.З. Трагическая и счастливая жизнь Эрнста Изинга // Природа. — 2006. — № 7.
- Stepanov I.A. Exact Solutions of the One-Dimensional, Two-Dimensional, and Three-Dimensional Ising Models // Nano Science and Nano Technology: An Indian Journal. — 2012. — Vol. 6, № 3. — P. 118-122. Free online..
- Katzgraber H. G., Hamze F., Andrist S. R. Glassy Chimeras Could Be Blind to Quantum Speedup: Designing Better Benchmarks for Quantum Annealing Machines // Phys. Rev. X. — 2014. — Vol. 4. — P. 1-8. — doi:10.1103/PhysRevX.4.021008.